# Präsident des Europäischen Rechnungshofes
Der Präsident des Europäischen Rechnungshofes ist der Leiter des seit 1975 bestehenden Europäischen Rechnungshofes (EuRH). Er wird aus den Reihen der Mitglieder für drei Jahre gewählt (Wiederwahl ist möglich). Der EuRH mit Sitz in Luxemburg ist ein unabhängiges Kontrollorgan der Europäischen Union zur Haushaltskontrolle und legt einen jährlichen Bericht über die Verwendung der Mittel der Europäischen Union vor. Aktueller Präsident ist seit 2022 Tony Murphy.
Die Rolle des Präsidenten ist die eines primus inter pares.

## Präsidenten des Europäischen Rechnungshofes
- Sir Norman Price (1977)
- Michael N. Murphy (1977–1981)
- Pierre Lelong (1981–1984)
- Marcel Mart (1984–1990)
- Aldo Angioi (1990–1992)
- André Middelhoek (1992–1995)
- Bernhard Friedmann (1996–1999)
- Jan O. Karlsson (1999–2001)
- Juan Manuel Fabra Vallés (2002–2005)
- Hubert Weber (2005–2008)
- Vítor Caldeira (2008–2016)
- Klaus-Heiner Lehne (2016–2022)
- Tony Murphy (seit 2022)